# プロクロス

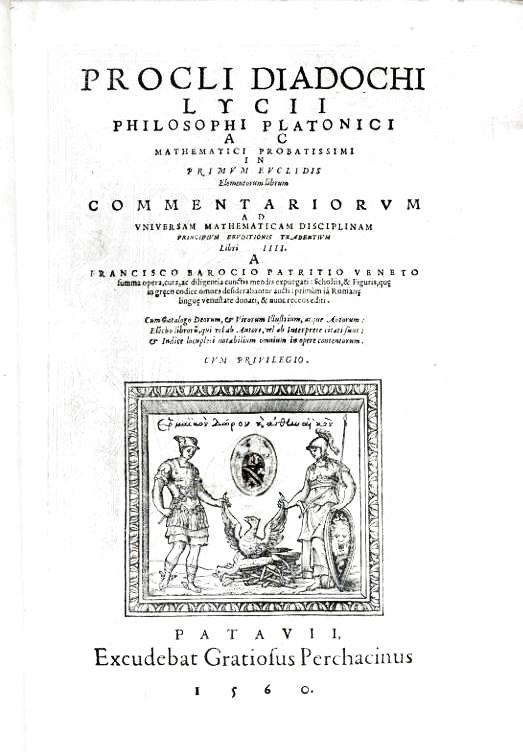
『ユークリッド原論第一巻註解』ルネサンス期の刊本

プロクロス（古希: Πρόκλος, Proklos, 英: Proclus, 412年2月7日 - 485年4月17日）は、東ローマ帝国初期・古代末期の哲学者。代表的な新プラトン主義者。アテナイのアカデメイアの学頭。
著作は哲学・神学・数学・天文学の諸分野に及ぶ。現存する著作に『神学綱要』『三つの小品』『ユークリッド原論第一巻註解』、複数のプラトン対話篇註解などがある。
非キリスト教徒（異教徒）だが、偽ディオニュシオスや『原因論』への影響を通じて、後世のキリスト教神学にも影響を与えた。
リュキアのプロクロス、プロクロス・ディアドコス（後継者プロクロス）とも呼ばれる。

## 人物
次代学頭のマリノスによる伝記『プロクロス、あるいは幸福について』通称『プロクロス伝』（羅: Vita Procli）が現存する。しかし本書は、他の新プラトン主義者による『プロティノス伝』や『ピタゴラス伝』と同様、現実離れした描写や脚色が多いため、信憑性に乏しい。また、ダマスキオス『イシドロス伝』もプロクロス伝の要素をもつ。
412年、リュキア人の両親のもと、ビュザンティオン（コンスタンティノープル）に生まれる。少年時代、弁護士の父を継ぐことを期待され、クサントス、のちアレクサンドリアで文法学・修辞学・ローマ法を修める。しかしビュザンティオンに旅行したとき、学問の女神アテナが夢に現れ、アテナイで哲学を学ぶよう命じられる。そこで一旦アレクサンドリアに戻り哲学に転向、大オリュンピオドロスに論理学を、アレクサンドリアのヘロンに数学や宗教を学ぶ。
430年、アテナイに移住する。このときの逸話として、アテナイのアクロポリスを訪問した際、門番が「あなたが来なければ扉の鍵を閉めるところだった」と言い、断絶しそうになっているプラトン主義の伝統をプロクロスが再開することを暗示したという。
アテナイのアカデメイアに入ると、学頭アテナイのプルタルコスとその次の学頭シュリアノスに師事し、437年、学頭を継承する。以降、著述や講義のほか、多神教の祭祀、ヘカテーの幻視や雨乞いなどの奇跡を行う。
485年に没すると、遺言によりリュカベットス山麓のシュリアノスと同じ墓所に埋葬された。
受講生にアレクサンドリアのアンモニオス、マリノス、ゼノドトスがいた。
多くの縁談があったが生涯独身を貫いた。寡婦となったアイデシアとの縁談もあった。

## 思想
イアンブリコスとともに、テウルギアの重視や理論の詳細化を特徴とする「後期新プラトン主義」を形成した。
当時のアテナイはキリスト教が支配的になっていたが、プロクロスは多神教を護持した。散逸著作の『世界の永遠性について』では、キリスト教を批判したともいう。
政治哲学の実践として政治家に助言することもあった。
『ユークリッド原論第一巻註解』は、数学の哲学を述べる序論、プラトン『ティマイオス』と結びつけた正多面体論、エウデモス『幾何学史』の抜粋などが含まれる。

## 受容
6世紀、キリスト教神学者の偽ディオニュシオス・アレオパギテスが、プロクロスの思想をキリスト教に応用し、以降の教父哲学に多大な影響を与えた。また、キリスト教徒のピロポノスは、論駁書『世界の永遠性について プロクロス駁論』を著した。
9世紀ごろ、バグダードのキンディーを中心とする学者サークルで、『神学綱要』の翻案である『純粋善について』（阿: Kitāb al–ḫayr al–maḥḍ）が著された。『純粋善について』は、12世紀ごろトレド翻訳学派のクレモナのジェラルドによってラテン語に訳された。この訳書は『原因論』（羅: Liber de Causis）と呼ばれ、アリストテレスの著作として伝わり（偽アリストテレス文献）、中世西欧で盛んに受容された。
11世紀、ビザンツ哲学者のミカエル・プセッロスやヨアンネス・イタロスが、『神学綱要』をギリシア語古典の一つとして受容した。彼らの弟子であるイオアネ・ペトリツィは『神学綱要』のグルジア語訳注を作った。
13世紀、ラテン帝国で活動したメールベケのウィリアムが、『神学綱要』をギリシア語からラテン語に訳した。ウィリアムの友人であるトマス・アクィナスはこれを読み、『原因論』との繋がりに気づき、両書をもとに『原因論註解』を著した。
14世紀、ドイツ神秘主義の先駆者モースブルクのベルトルトが、西欧最初の『神学綱要』の註解をラテン語で著した。
15世紀、クザーヌスが『神学綱要』と『プラトン神学』をラテン語に訳した。
19世紀、ヘーゲルが『哲学史講義』でプロティノスよりもプロクロスの思想を高評価した。
エポニムに月のクレーター「プロクルス」がある。

## 著作一覧
以下の一覧は 堀江 & 西村 2014, pp. 195–197 に基づく。成立順序は定かでない。
|                    |                    | 現存                                                                                               | 散逸 |
| ------------------ | ------------------ | -------------------------------------------------------------------------------------------------- | --- |
| アリストテレス関連 | アリストテレス関連 | 『自然学綱要』（運動論関連）                                                                       | 『イサゴーゲー註解』『命題論註解』『分析論前書註解』『分析論後書註解』 |
| プラトン関連       | 入門               | | 『プラトン哲学序説』『プラトン哲学概要』 |
| プラトン関連       | 註解               | 『第一アルキビアデス註解』『クラテュロス註解』『ティマイオス註解』『パルメニデス註解』『国家註解』 | 『ゴルギアス註解』『パイドン註解』『テアイテトス註解』『ソフィスト註解』『パイドロス註解』『饗宴註解』『ピレボス註解』 |
| プラトン関連       | 単著               | | 『プラトンにおける魂の不死性を擁護する三つの議論』『三つの単子（ピレボスの真理・美・尺度）について』『プラトンのティマイオスに対するアリストテレスの反論の吟味』『ティマイオスに関連した数学の定理集成』『プラトンの学説を浄化する論攷』 |
| プロティノス関連   | プロティノス関連   | 『エンネアデス註解』（断片）                                                                       | |
| 宗教的著作         | 宗教的著作         | 『仕事と日々註解』『秘術について』（いずれも断片）                                                 | 『カルデア神託註解』『神話の象徴について』『神々の母（キュベレー）について』『招霊について』 |
| 体系的著作         | 体系的著作         | 『神学綱要』『プラトン神学』                                                                       | |
| 個別的哲学著作     | 個別的哲学著作     | 『三つの小品』（『摂理をめぐる十のアポリア』『摂理、運命、自由について』『悪の存立論』）           | 『世界の永遠性について』『場所について』『アリストクレスへの手紙』 |
| 数学・天文学関連   | 数学・天文学関連   | 『原論第一巻註解』『天文学者の諸仮説概要』                                                         | |
| その他             | その他             | 『賛歌』（7篇、ギリシアの神々の賛歌）『エピグラム』（4篇）                                         | 『書簡』 |

## 著作の日本語訳
- 田之頭安彦 訳「神学綱要」『世界の名著 続2 プロティノス・ポルピュリオス・プロクロス』田中美知太郎責任編集、中央公論社、1976年。NDLJP:2932126。※普及版・中公バックスでは『世界の名著 15』1980年
- 新プラトン主義協会の学会誌『新プラトン主義研究』に、『三つの小品』各篇の全訳がある[17][18]。

### 関連文献
- 岡崎文明『プロクロスとトマス・アクィナスにおける善と存在者 西洋哲学史研究序説』晃洋書房、1993年。ISBN 9784771006300。